# Ucides occidentalis
Ucides occidentalis es una especie de cangrejo de la familia Ucididae. El nombre científico de la especie fue publicado válidamente por primera vez en 1897 por Ortmann.

## Distribución
Ucides occidentalis es una especie que habita en los manglares de la costa oeste de América, desde la isla Espíritu Santo (México) hasta el estuario San Pedro en Perú. En Ecuador, el crustáceo se distribuye en la costa continental y es conocido como cangrejo rojo o "guariche", o "punche", además, es un cangrejo artesanalmente explotado de mayor importancia económica. .

## Alimentación
Se alimentan principalmente de las hojas y flores del mangle lo cual contribuye a una eficiente acción recicladora de la materia orgánica derivada del árbol de mangle, además durante la construcción de su madriguera realizan una acción de remoción y aireación del fango que potencia la actividad de bacterias aeróbicas encargadas de descomponer la materia orgánica, pero eventualmente, pueden  revertir a hábitos carnívoros cuando encuentran una presa muerta en las cercanías de las madrigueras.

## Ecología
El manglar es un ecosistema formado por conjuntos de árboles llamado mangles, que varían en altura desde los 4 hasta los 30 metros. Son plantas típicas del litoral costero, donde es influenciado por las mareas, están adaptados al suelo salino y condiciones acuosas. El manglar presenta amplios y extremos rangos de tolerancia a la salinidad, temperatura y disponibilidad de nutrientes. Acumulan sedimentos que permiten la extensión de estos bosques, y que primariamente son colonizados por Rhizophora mangle,  por lo tanto,  el cangrejo rojo cumple la función ecológica de hacer recircular los nutrientes dentro del ecosistema manglar al alimentarse de la materia orgánica como las hojas del mangle, en donde estudios evidencian que cuando las poblaciones de estos organismos han desaparecido, el manglar también tiende a desaparecer.